# 63 (číslo)
Šedesát tři je přirozené číslo. Následuje po číslu šedesát dva a předchází číslu šedesát čtyři. Řadová číslovka je šedesátý třetí nebo třiašedesátý. Římskými číslicemi se zapisuje LXIII.

## Matematika
Šedesát tři je:
- deficientní číslo
- příznivé číslo

## Chemie
- 63 je atomové číslo europia, neutronové číslo třetího nejrozšířenějšího izotopu kadmia a nukleonové číslo běžnějšího z obou přírodních izotopů mědi (druhý, méně běžný izotop tohoto prvku má nukleonové číslo 65).[1]

## Doprava
Římská číslice I a číslo 63 značí silnici I. třídy I/63 v Česku.

## Ostatní

### Kosmonautika
- STS-63 byla mise amerického raketoplánu Discovery. Cílem letu byly vědecké experimenty v mikrogravitační laboratoři Spacehab-3 a přiblížení se (ovšem ne spojení) raketoplánu k ruské kosmické stanici Mir.
- +63 je mezinárodní telefonní předvolba Filipín

## Roky
- 63
- 63 př. n. l.
- 1963